# Maraapunisaurus
Maraapunisaurus är en dåligt känd art av släktet Amphicoelias, en växtätande diplodocid som kan ha varit en av de största dinosaurierna som någonsin hittats. 

## Etymologi
Namnet kommer från grekiskans αμφι/amphi, som betyder 'på båda sidor', samt κοιλος/koilos, med betydelsen 'ihålig' eller 'konkav'. Artnamnet stammar från latinets fragillimus, som betyder 'väldigt bräcklig' (jfr Allosaurus fragilis), vilket tar hänsyn till benets ömtålighet med väldigt tunna lamina (väggar hos ryggkotorna). McIntosh ser "ingen orsak till att man inte skall betrakta Amphicoelias fragillimus som en väldigt stor individ av Amphicoelias altus" (1998, Modern Geology 23:481-506).

## Historia
Amphicoelias fragillimus samlades in av Oramel Lucas, en fossilsamlare anställd av Cope, kort efter att han anlitats av den sistnämnde år 1877. Lucas fann en fragmentarisk ryggkota efter ett nytt släkte av sauropoder i Garden Park, norr om Cañon City, Colorado, nära stenbrottet där man hittat Camarasaurus. Ryggkotan var i ett dåligt skick, men även slående stor; den mätte 1,5 meter (upp till runt 2,7 meter hög som komplett). Cope publicerade exemplaret som holotypen (katalognummer AMNH 5777) A. fragillimus i augusti 1878. Så som det avslöjas i Copes anteckningsböcker kom exemplaret från kullen söder om Camarasaurus-stenbrottet, som är känt som "Copes bröstvårta", i Morrison-formationen. Denna geologiska formation beräknas vara 154-151 miljoner år gammal, från yngre delen av juraperioden (tithonianskedet). Ett gigantiskt fossiliserat lårben grävdes även fram i närheten av ryggkotan. Det kan också ha tillhört A. fragilimus.

## Storlek
Huvudartikel: Amphicoelias
Åtskilliga storleksbedömningar har gjorts av A. fragillimus. I sin ursprungliga uppsats gjorde Cope en spekulation av storleken med hjälp av ett hypotetiskt lårben av arten, som bestämdes vara 3,6 meter. År 1994 fastställde Gregory S. Paul lårbenets längd till 3,1-4 meter genom att använda den närbesläktade Diplodocus som referens.
Ännu en utvärdering av Amphicoelias gjordes så sent som 2006. Den utfördes av Ken Carpenter som också använde Diplodocus som en vägvisare till skalan. Analysen visar att lårbenet blev 4,3-4,6 meter långt. Carpenter presenterade en beräkning av en totallängd hos A. fragillimus på 58 meter, vilket han noterade hamnade inom räckvidden som presenterats av Paul år 1994 (40-60 meter). Carpenter presenterade spekulativa mått på Amphicoelias (återigen baserade på en Diplodocus-skala), inklusive en längd av halsen på 16,75 meter, en kroppslängd på 9,25 meter och en svans med en längd av 32 meter. Han uppskattade armarnas totala längd till 5,75 meter och benens till 7,5 meter. Den totala höjden (vid den högsta punkten på ryggen) beräknade han till 9,25 meter. Detta är större än blåvalen, som är det nu levande längsta djuret med en längd på 30 - 33 meter.
Trots att Amphicoelias var relativt mager jämfört med andra sauropoder gjorde dess storlek den väldigt massiv. Vikten är mycket svårare att fastlägga än längden hos sauropoder. Carpenter använde Pauls beräkning från 1994 (då den sistnämnde räknade ur massan hos Diplodocus carnegii till 11,5 ton) och spekulerade i att Amphicoelias kunde ha vägt upp till hela 122,4 ton. Den tyngsta nedtecknade blåvalen någonsin vägde runt 195 ton, och den tyngsta dinosaurie som man känner till från rimligtvis goda kvarlevor, Argentinosaurus, vägde runt 80-100 ton. Fast om storleksbedömningar kan bekräftas vore Amphicoelias fortfarande lättare än Bruhathkayosaurus, vilken har uppskattats vägt mellan 175 och 220 ton (baserat på en knapp beskrivning av ett fragmentariskt fossil).